# 第五〇一海軍航空隊
第五〇一海軍航空隊(だい501かいぐんこうくうたい)日本海軍の部隊の一つ。最前線の外南洋防衛の主力雷撃機隊として、太平洋戦争中盤に外南洋・内南洋で雷撃・爆撃・哨戒行動に従事した。

## 沿革
ソロモン諸島方面で1年近くラバウルを拠点に爆撃任務に従事していた第五八二海軍航空隊の消耗を補完するため、外南洋の基地航空隊の一翼を担う爆撃機隊の一つとして整備され、木更津飛行場で編制された。開隊前日の昭和18年6月30日、レンドバ島へ米軍が上陸し、本格的な反攻作戦が開始されたため、ラバウルへの急速進出が要求されたが、開隊間もないことに加え、最新爆撃機の彗星で編制した初めての航空隊であったため、搭乗員の錬度不足と彗星の初期故障に見舞われ、ラバウル進出は10月にようやく達成された。進出はしたものの、彗星の故障は日常的なもので、最大でも6機の出撃が限度であったといわれる。
- 昭和18年（1943年）

7月1日　木更津飛行場で開隊。第十一航空艦隊第二十五航空戦隊に配属。木更津飛行場で訓練開始(彗星36機)。
10月12日　練成終了。ラバウルに向け先発隊17機出撃、しかし天候不良のため引き返し。翌日も引き返し。
10月14日　3度目の出撃、3機落伍し18日に14機ラバウル着。
10月20日　初出撃。以後10日間で述べ25機が出撃し、5機喪失。
10月22日　クレチン岬沖の艦艇を爆撃。
10月27日　モノ島に上陸中の敵輸送船団を爆撃。
11月28日　「ろ号作戦」発動。実施部隊に指定。
10月29日　後発隊9機、木更津出撃。11月4日ラバウル着（五〇一空彗星隊にとって唯一の補強）。
11月5日　第一次ブーゲンビル島沖航空戦勃発。五八二空と共同で対艦爆撃。
11月8日　第二次ブーゲンビル島沖航空戦勃発。五八二空と共同で対艦爆撃。
11月11日　第三次ブーゲンビル島沖航空戦勃発。五八二空と共同で対艦爆撃。
	　　　　　「ろ号作戦」終了後は連日の偵察に従事。
12月31日　マーカス岬沖の輸送船を爆撃。
- 昭和19年（1944年）

2月1日　定数72機に改編。爆装零戦25機でトラック島分遣隊を設置。
2月5日　グリーン島沖の輸送船団を爆撃。
2月17日　トラック大空襲。トラック分遣隊で迎撃、4機喪失。
2月26日　ラバウル本隊最後の出撃、グリーン島沖の輸送船団を爆撃。
2月28日　本隊トラックに撤収。稼動機１機は飛行により、司令および乗員6名は伊号第四十一潜水艦により3月2日トラック着。
3月4日　第十四航空艦隊編制、同第二十六航空戦隊に編入。
　　　　　　　　第五五二海軍航空隊（ペリリュー島駐在）13機を解隊編入、ペリリューへの移転を下令。
3月10日　本隊、ペリリューに移転完了。旧五五二空艦爆隊と合流。
3月25日　錬成員をダバオに派遣。
3月29日　パラオ大空襲。零戦12・艦爆9を喪失。
3月31日　内地よりダバオに零戦10・彗星4到着。
5月5日　二十六航戦は十四航艦より第一航空艦隊に転出。
5月8日　ペリリュー残存部隊はダバオに後退、練成隊と合流し、練成を続行。
7月10日　解隊。第七六一海軍航空隊に編入。
「あ号作戦」の失敗を受けて、7月10日の組織改編制で解散し、そのまま「捷号作戦」に備えて七六一空を増強するために取り込まれた。

## 主力機種
- 彗星…全期間を通じての主力機。
- 零式艦上戦闘機…トラック分遣隊用の爆装機。
- 九九式艦上爆撃機…五五二空からの編入機。

## 歴代司令
- 坂田義人 大佐：昭和18年7月1日-昭和19年7月10日解隊